# همران
همران، روستایی است از توابع بخش مرکزی شهرستان سردشت استان آذربایجان غربی ایران.

## جمعیت
این روستا در دهستان گورک سردشت قرار داشته و بر اساس سرشماری سال ۱۳۸۵ جمعیت آن ۱۵۸ نفر (۲۵ خانوار)
بوده‌است.